# Estadio Bernardo Veach Davis
El Estadio Comunal de Cariari es un estadio que está ubicado en Cariari, Costa Rica. Su sede es utilizado por la Asociación Deportiva Cariari Pococí de la Segunda División de Costa Rica.
En 2024 tras el fallecimiento del exfutbolista y exentrenador del equipo de Asociación Deportiva Cariari Pococí, Bernardo Veach Davis, la dirigencia en apoyo de las organizaciones y aficionados del club, deciden bautizar el Estadio Comunal con el nombre de Bernardo Veach Davis. 